# Y tu mamá también
 Y tu mamá también és un drama eròtic mexicà dirigit per Alfonso Cuarón, estrenada el 2001.

## Argument
Tenoch i Julio són dos amics, al final de l'adolescència, que formen part de la joventut daurada de Ciutat de Mèxic. Són despreocupats, cràpules, seductors i coneixen Luisa, una cosina espanyola de Tenoch, en un matrimoni familiar sumptuós. Luisa, jove d'uns trenta anys, queda trastornada alguns dies més tard per problemes de parella. A partir d'una proposició de Tenoch i Julio, decideix acompanyar-los durant alguns dies per la costa del Pacífic. Durant aquest road movie, el trio es forma, es busca i d'una certa manera es troba. Però Luisa sembla amagar una desgràcia més profunda.

## Repartiment
- Maribel Verdú: Luisa Cortés
- Gael Garcia Bernal: Julio Zapata
- Diego Luna: Tenoch Iturbide
- Diana Bracho: Silvia Allende de Iturbide
- Andrés Almeida: Diego 'Saba' Madero

## Al voltant de la pel·lícula
- El rodatge s'ha desenvolupat a Mèxic.[1]

## Premis i nominacions

### Premis
- 2002. Premi Osella pel millor guió per Carlos Cuarón i Alfonso Cuarón
- 2002. Premi Marcello Mastroianni per Gael García Bernal i Diego Luna

### Nominacions
- 2002. Lleó d'Or
- 2003. Oscar al millor guió original per Carlos Cuarón i Alfonso Cuarón
- 2003. Globus d'Or a la millor pel·lícula estrangera
- 2003. BAFTA a la millor pel·lícula de parla no anglesa
- 2003. BAFTA al millor guió original per Carlos Cuarón i Alfonso Cuarón
- 2003. Grammy al millor àlbum de banda sonora per pel·lícula, televisió o altre mitjà visual[4]